# Rani Hørlyck
Rani Hørlyck (født 1965 i Indien) varskoleleder på Søndervangskolen i Viby ved Aarhus. Hun er forkæmper for en folkeskole for alle og tosprogede skoleelevers fremtidsmuligheder. Hun blev nomineret til Årets dansker i 2017. Prisen gives til en person, "som har sat sig særligt ambitiøse mål og nået dem til gavn for andre".
I juni 2020 blev hun formand for Gellerup Højskole, en forening, som arbejder for at etablere en traditionel dansk folkehøjskole i bydelen Gellerup ved Aarhus i 2025.
I november 2021 trækker hun sig som skoleleder på Søndervangskolen.